# 1박 2일의 출연자 목록
이 문서는 《1박 2일》의 역대 출연자들을 나열한 목록이다.

## 역대 출연진

### 시즌 1
- 강호동 : 빨간색
- 지상렬 : 초록색
- 이수근 : 회색
- 은지원 : 주황색
- 노홍철 : 노란색
- 김종민 : 파란색
- 김C : 초록색
- 이승기 : 하늘색
- MC몽 : 갈색
- 엄태웅 : 노란색

### 시즌 2
- 이수근 : 회색
- 김종민 : 파란색
- 엄태웅 : 노란색
- 김승우 : 빨간색
- 차태현 : 갈색
- 성시경 : 연두색
- 주원 : 분홍색
- 유해진 : 빨간색

### 시즌 3
- 김종민 : 파란색
- 차태현 : 갈색
- 김주혁 : 빨간색
- 김준호 : 주황색
- 데프콘 : 노란색
- 정준영 : 연두색
- 윤시윤 : 하늘색

### 시즌 4
- 김종민 : 파란색 → 빨간색
- 연정훈 : 빨간색
- 문세윤 : 주황색
- 김선호 : 연두색
- 딘딘 : 노란색
- 라비 : 보라색
- 나인우 : 연두색
- 유선호 : 하늘색
- 조세호 : 초록색
- 이준 : 보라색

## 역대 출연진 표
| 1박 2일 시즌 1 | 1박 2일 시즌 1                     | 1박 2일 시즌 1 | 1박 2일 시즌 1                    | 1박 2일 시즌 1                    | 1박 2일 시즌 1 | 1박 2일 시즌 1                     | 기간                               |
| -------------- | ---------------------------------- | -------------- | --------------------------------- | --------------------------------- | -------------- | ---------------------------------- | ---------------------------------- |
| 강호동         | 지상렬                             | 이수근         | 은지원                            | 노홍철                            | 김종민         |                                    | 2007년 8월 5일 ~ 2007년 9월 16일   |
| 강호동         | 2007년 9월 23일 ~ 2007년 10월 21일 | 이수근         | 은지원                            | 노홍철                            | 김종민         |                                    |                                    |
| 강호동         | 김C                                | 이수근         | 은지원                            | 노홍철                            | 김종민         | 2007년 10월 28일 ~ 2007년 11월 4일 |                                    |
| 강호동         | 김C                                | 이수근         | 은지원                            |                                   | 김종민         | 이승기                             | 2007년 11월 11일 ~ 2007년 12월 2일 |
| 강호동         | 김C                                | 이수근         | 은지원                            | MC몽                              |                | 이승기                             | 2007년 12월 9일 ~ 2009년 12월 20일 |
| 강호동         | 김C                                | 이수근         | 은지원                            | MC몽                              | 김종민         | 이승기                             | 2009년 12월 27일 ~ 2010년 6월 6일  |
| 강호동         | 2010년 6월 13일 ~ 2010년 9월 19일  | 이수근         | 은지원                            | MC몽                              | 김종민         | 이승기                             |                                    |
| 강호동         | 2010년 9월 26일 ~ 2011년 2월 27일  | 이수근         | 은지원                            |                                   | 김종민         | 이승기                             |                                    |
| 강호동         | 엄태웅                             | 이수근         | 은지원                            | 2011년 3월 6일 ~ 2011년 9월 25일  | 김종민         | 이승기                             |                                    |
|                | 엄태웅                             | 이수근         | 은지원                            | 2011년 10월 2일 ~ 2012년 2월 26일 | 김종민         | 이승기                             |                                    |
| 1박 2일 시즌 2 | 1박 2일 시즌 2                     | 1박 2일 시즌 2 | 1박 2일 시즌 2                    | 1박 2일 시즌 2                    | 1박 2일 시즌 2 | 1박 2일 시즌 2                     | 기간                               |
| 김승우         | 엄태웅                             | 이수근         | 성시경                            | 차태현                            | 김종민         | 주원                               | 2012년 3월 4일 ~ 2013년 3월 31일   |
| 유해진         | 엄태웅                             | 이수근         | 성시경                            | 차태현                            | 김종민         | 주원                               | 2013년 4월 7일 ~ 2013년 10월 27일  |
| 유해진         | 엄태웅                             | 이수근         | 성시경                            | 차태현                            | 김종민         | 2013년 11월 3일 ~ 2013년 11월 24일 |                                    |
| 1박 2일 시즌 3 | 1박 2일 시즌 3                     | 1박 2일 시즌 3 | 1박 2일 시즌 3                    | 1박 2일 시즌 3                    | 1박 2일 시즌 3 | 1박 2일 시즌 3                     | 기간                               |
| 김주혁         | 데프콘                             | 김준호         | 정준영                            | 차태현                            | 김종민         |                                    | 2013년 12월 1일 ~ 2015년 12월 6일  |
|                | 데프콘                             | 김준호         | 정준영                            | 차태현                            | 김종민         | 2015년 12월 13일 ~ 2016년 4월 24일 |                                    |
| 윤시윤         | 데프콘                             | 김준호         | 정준영                            | 차태현                            | 김종민         | 2016년 5월 1일 ~ 2016년 10월 9일   |                                    |
| 윤시윤         | 데프콘                             | 김준호         | 2016년 10월 9일 ~ 2017년 1월 8일  | 차태현                            | 김종민         |                                    |                                    |
| 윤시윤         | 데프콘                             | 김준호         | 정준영                            | 차태현                            | 김종민         | 2017년 1월 15일 ~ 2019년 3월 10일  |                                    |
| 1박 2일 시즌 4 | 1박 2일 시즌 4                     | 1박 2일 시즌 4 | 1박 2일 시즌 4                    | 1박 2일 시즌 4                    | 1박 2일 시즌 4 | 1박 2일 시즌 4                     | 기간                               |
| 연정훈         | 딘딘                               | 문세윤         | 김선호                            | 라비                              | 김종민         |                                    | 2019년 12월 8일 ~ 2021년 11월 7일  |
| 연정훈         | 딘딘                               | 문세윤         | 2021년 11월 7일 ~ 2022년 1월 30일 | 라비                              | 김종민         |                                    |                                    |
| 연정훈         | 딘딘                               | 문세윤         | 나인우                            | 라비                              | 김종민         | 2022년 2월 13일 ~ 2022년 5월 1일   |                                    |
| 연정훈         | 딘딘                               | 문세윤         | 나인우                            | 2022년 5월 8일 ~ 2022년 12월 4일  | 김종민         |                                    |                                    |
| 연정훈         | 딘딘                               | 문세윤         | 나인우                            | 유선호                            | 김종민         | 2022년 12월 11일 ~ 2024년 7월 21일 |                                    |
|                | 딘딘                               | 문세윤         | 조세호                            | 유선호                            | 이준           | 김종민                             | 2024년 8월 18일 ~ 현재             |

## 게스트

### 시즌 1

#### 게스트
- 김영철[1] (2007년 강원 정선 편)
- 신지[2] (2007년 울릉도·독도 편, 2011년 시청자 투어 제3탄)
- 이외수 (2007년 강원 화천 편, 김C의 섭외로 출연)
- 송해 (2008년 경남 거창 편, 1박2일 팀의 전국노래자랑 참가로 출연)
- 홍진경 (2008년 전북 장수 편, 이수근과 이승기의 라디오 섭외 차 출연)
- 김혜연 (2008년 충북 영동 편, 모닝콜 라이브 출연)
- 전현무 (2008년 태백 귀네미마을 편, 2011년 시청자 투어 제3탄)
- 지상렬[3] (2008년 밤낚시 투어 편)
- 상돈이 (2008년 밤낚시 투어 편, 지상렬의 애견, 상근이의 아들)
- 배종옥 (2008년 밤낚시 투어 편, 1박2일 팀 출발 전 깜짝출연)
- 박찬호 (2008년 충남 공주 편, 2009년 혹한기 실전 캠프 편, 2011년 해외여행특집)
- 강유미, 안영미 (2009년 전남 나주 편, 미션 지령 영상에서 출연)
- 윤태웅 (2009년 인천 연평도 편)[4]
- 백지영 (2009년-2011년 시청자 투어 제1,2,3탄)
- 김재욱, 한민관 (2009년 시청자 투어 제1탄)
- 이상호, 이상민 (2009년 시청자 투어 제1탄, 2010년 복불복 여행 편)
- 김태우 (2010년 시청자 투어 제2탄)
- 최광식, 신응수 (2010년 추석특집 한국의 미 편)
- 이만기 (2010년 즉흥여행 편)
- 김병만, 성시경, 비스트, 현철, 빽가, 류담, 길미, 미스터 타이푼 (2011년 시청자 투어 제3탄)
- 백통이(犬) (2011년 농촌 봉사활동 특집. 엄태웅의 애견)
- 전명진 (2011년 출사여행 특집)
- 유홍준 (2011년 경주 문화 유산 답사 여행, 2012년 서울 경복궁 투어 여행)

#### 같이 가자 친구야 특집
2009년
- 박광 - 강호동의 친구
- 이선규 - 김C의 친구. 밴드 자우림의 기타리스트.
- 신명선 - 이수근의 친구
- 이근수 - 은지원의 친구. 작곡가.
- 김정환, 전희승 - MC몽의 친구
- 민경환 - 이승기의 친구. 2011년 경남 남해 편에서 이승기의 매니저로 등장.

2012년
- 이선균 - 엄태웅의 친구
- 이근호 - 이수근의 친구
- 이동국 - 은지원의 친구
- 장우혁 - 김종민의 친구
- 이서진 - 이승기의 친구

#### 글로벌 특집 (2009년)
- 니띤 ( 인도) - 강호동의 짝꿍
- 와프 ( 코트디부아르) - 김C의 짝꿍
- 단주라 ( 루마니아) - 이수근의 짝꿍
- 안드류 ( 영국) - 은지원의 짝꿍
- 스캇 ( 미국) - MC몽의 짝꿍
- 무라모토 아키라[5] ( 일본) - 이승기의 짝꿍

#### 외국인 근로자 특집 (2011년)
- 까르끼 ( 네팔) - 강호동의 짝꿍
- 칸 ( 방글라데시) - 이수근의 짝꿍
- 아낄 ( 파키스탄) - 은지원의 짝꿍
- 쏘완 ( 캄보디아) - 김종민의 짝꿍
- 예양 ( 미얀마) - 이승기의 짝꿍

#### 시청자 투어
- 제1회 시청자투어 (2009년)
  - 한국체육대학교 여자유도팀(15명) - 강호동이 뽑아서 채택한 팀(파란색 단체복)
  - 행복한 싱글맘 팀(15명) - 김C가 뽑아서 채택한 팀(노란색 단체복)
  - 아주대학교병원 남자 간호사 팀(9명) - 이수근이 뽑아서 채택한 팀(흰색 단체복)
  - 국립국악고등학교 무용과 팀(11명) - 은지원이 뽑아서 채택한 팀(분홍색 단체복)
  - 강원도 원주시 문막읍 8공주 8사위 팀(18명) - MC몽이 뽑아서 채택한 팀(주황색 단체복)
  - 방송통신고등학교 늦깎이 여고생 팀(9명) - 이승기가 뽑아서 채택한 팀(빨간색 단체복)
- 제2회 시청자투어 (2010년)
  - 강원도 영월군 상동고등학교 3학년 학생 팀(9명) - 강호동이 뽑아서 채택한 팀(노란색 단체복)
  - 국가대표 여자 럭비팀(13명) - 김C가 뽑아서 채택한 팀(다홍색 단체복)
  - 은평구 개인택시모임 팀(15명) - 이승기가 이수근을 대신하여 뽑아서 채택한 팀(연두색 단체복)
  - 유니버설 발레단 팀(15명) - 은지원이 뽑아서 채택한 팀(보라색 단체복)
  - 중앙고등학교 역도부 OB 팀(10명) - MC몽이 뽑아서 채택한 팀(하늘색 단체복)
  - 경상남도 창원 11남매 팀(11명) - 김종민이 뽑아서 채택한 팀(풀색 단체복)
  - 한국항공대학교 항공운항과 팀(14명) - 이승기가 뽑아서 채택한 팀(회색 단체복)
  - 제 1회 시청자 투어 참가자였던 국립국악고등학교 무용과팀과 한국체육대학교 여자유도팀은 스태프 대표로 참여하였다.
- 제3회 시청자투어 (2011년)
  - 영유아 팀(9명) - 전현무가 뽑아서 채택한 팀(노란색 단체복)
  - 10대 팀(10명) - 백지영이 뽑아서 채택한 팀(파란색 단체복)
  - 20대 팀(10명) - 강호동이 뽑아서 채택한 팀(흰색 단체복)
  - 30대 팀(10명) - 엄태웅이 뽑아서 채택한 팀(남색 단체복)
  - 40대 팀(10명) - 이승기가 뽑아서 채택한 팀(주황색 단체복)
  - 50대 팀(10명) - 김병만이 뽑아서 채택한 팀(하늘색 단체복)
  - 60대 팀(10명) - 이수근이 뽑아서 채택한 팀(연두색 단체복)
  - 70대 팀(10명) - 은지원이 뽑아서 채택한 팀(분홍색 단체복)
  - 80대 팀(10명) - 김종민이 뽑아서 채택한 팀(초록색 단체복)
  - 90대 팀(12명) - 성시경이 뽑아서 채택한 팀(민트색 단체복)

#### 여배우 특집
- 김수미, 최지우, 이혜영 : 강호동, 김종민, 이승기 팀
- 김하늘, 염정아, 서우 : 엄태웅, 이수근, 은지원 팀

#### 명품조연 특집
- 성동일, 안길강, 조성하 : 강호동, 이수근, 김종민 팀
- 김정태 : 엄태웅, 은지원 팀
- 성지루, 고창석 : 이승기 팀

### 시즌 2

#### 게스트
- 강진 (2012년 전남 강진 편)
- 김준현 (2012년 자연탐사 프로젝트 1탄 - 돌고래 114 편)
- 이재훈 (2012년 여름 방학특집 제 1탄 - 직진 바캉스 편)
- 김성수 (2012년 여름 방학특집 제 1탄 - 직진 바캉스 편)
- 보라 (2012년 여름 방학특집 제 1탄 - 직진 바캉스 편)
- 한준희 (2012년 여름 방학특집 제 1탄 - 직진 바캉스 편)
- 허준 (2012년 여름 방학특집 제 1탄 - 직진 바캉스 편, 추억은 기차를 타고(경북 군위) 편)
- 홍경민 (2012년 여름 방학특집 제 3탄 - Back to the Basic 편)
- 변승윤 (2012년 여름 방학특집 제 3탄 - Back to the Basic 편)
- 신지 (2012년 여름 방학특집 제 3탄 - Back to the Basic 편)
- 빽가 (2012년 여름 방학특집 제 3탄 - Back to the Basic 편)
- 김남주 (2012년 여름 방학특집 제 3탄 - Back to the Basic 편)
- 정우성 -엄태웅의 지인(친구, 배우 아님) (2012년 여름 방학특집 제 3탄 - Back to the Basic 편)
- 한광호 - 성시경의 지인(친구) (2012년 여름 방학특집 제 3탄 - Back to the Basic 편)
- 문준석 - 주원의 지인(친형) (2012년 여름 방학특집 제 3탄 - Back to the Basic 편)
- 윤상 (2012년 섬마을 음악회 편)
- 윤종신 (2012년 섬마을 음악회 편)
- 유희열 (2012년 섬마을 음악회 편)
- 황정민 (배우, 2012년 연말회식 특집 편)
- 황정민 (아나운서, 2012년 연말회식 특집 편)
- 장미란 (2013년 산골두레 운동회 편)
- 황경선 (2013년 산골두레 운동회 편)
- 최병철 (2013년 산골두레 운동회 편)
- 이현우 (2013년 경기도 수원 편)
- 이현주 아나운서 (2013년 경기도 수원 편)
- 최강희 (2013년 낭만 배낭여행 편)
- 이문세 (2013년 낭만 배낭여행 편)
- 윤아 (2013년 식객 특집 편. 성시경의 공연 스케줄로 인해 대타로 출연)
- 허영만 (2013년 식객 특집 편)
- 포미닛 (2013년 복불복 대축제 특집 편)
- 2PM (2013년 복불복 대축제 특집 편)
- 씨스타 (2013년 복불복 대축제 특집 편)
- 수애 (2013년 바캉스 연구소 편)
- 새봄이(犬) (2013년 엄태웅 개 물물교환편)
- 겨울이(犬) (2013년 유해진]] 개 물물교환편)
- 에이핑크 (2013년 여심따라 낭만여행 편 - 오프닝 커플게임만 참여)
- 송소희 (국악인)(2013년 신 양반전 편 - 게임만 참여)

#### 재외동포 특집 (여름방학특집 2탄, 2012년)
- 이지훈  브라질 - 김승우의 짝꿍
- 박시우  볼리비아 - 엄태웅의 짝꿍
- 김학순  프랑스 - 이수근의 짝꿍
- 이종명  오스트리아 - 차태현의 짝꿍
- 사샤  카자흐스탄 - 성시경의 짝꿍
- 끼릴  러시아 - 김종민의 짝꿍
- 양승평  미국 - 주원의 짝꿍

#### 친구따라 양양간다 (2013년)
- 유해진 - 오정세, 김홍수, 윤종구
- 엄태웅 - 조재윤, 성주훈, 양달샘
- 이수근 - 장동혁, 한민관, 김민경
- 차태현 - 신승환, 강예원, 김영탁
- 성시경 - 심현보, 문천식, 조태준
- 김종민 - 최홍만, 허경환, 한주희
- 주원 - 정만식, 김대명, 이세욱

### 시즌 3

#### 게스트
- 허참, 이슬기 (2014년 2월 16일 : 서울 특집 / 저녁식사 복불복 게임 MC)
- 유인나 (2014년 2월 16일 : 서울 특집 / KBS 쿨FM 라디오 '유인나의 볼륨을 높여요' 출연진의 깜짝 습격)
- 윤수영 (2014년 2월 16일 : 서울 특집 / 김준호와의 뉴스 상황극)
- 김생민 (2014년 3월 2일 : 연예가 중계 '게릴라 데이트' 촬영)
- 홍경민 (2014년 3월 9일, 3월 16일 : 금연여행 편 - 차태현 아바타)
- 조지훈 (2014년 3월 30일 : 봄맞이 특집편 - 롯데 자이언츠 응원단장)
- 김C(시즌1 전 멤버) (2014년 5월 4일 : 가정의 달 특집 - 김주혁, 데프콘과 깜짝 만남)
- 호야(犬) (2014년 5월 25일, 6월 1일 : 뿌리 찾기 여행 편 - 여행 길잡이, 상근이의 아들)
- 은지원(시즌1 원년 멤버) (2014년 6월 1일 : 뿌리 찾기 여행 편, 특별출연)
- 김설현, 신지민, 박초아 (2014년 6월 29일 : 경남 밀양 더위 탈출 여행 편 - 촬영 전 소개팅)
- 정다은 (2014년 7월 13일 : 선생님 올스타 편 - 골든벨 퀴즈 MC)
- 박태호 (2014년 7월 27일 : 피서지에서 생긴 일 - 박태호 국장이 제천 가는 길에 만남. (삶팀 옆에 착석)
- 오나미, 김혜선 (2014년 7월 27일 : 피서지에서 생긴 일 망상 해수욕장에서 만남)
- 한석준 (2014년 8월 17일 : 여름수련회 - 퀴즈 MC)
- 박성호 (2014년 9월 7일, 9월 14일 : 때 아닌 부산 여행편 게스트)
- 허경환, 홍진영, 박한별, 이경규, 지상렬, 육중완, 유상무 (2014년 9월 21일 : 쩔친노트 - 게스트 섭외 차 출연)
- 샘 킴, 레이먼 킴 (2014년 11월 23일, 11월 30일 : 충남 홍성 최고의 가을 밥상 특집)
- 에이핑크, 이수지 (2014년 12월 7일 : 1박2일 시즌3 첫돌 기념 특별출연)
- 배말례 할머니(전원일기 편), 안지훈 선생님(선생님 올스타 편), 칸토스(犬, 금연여행 편) (2014년 12월 28일, 1박 대상 시상식)
- 김동성, 최승돈 (2015년 1월 25일 : 인간썰매 해설 차 특별출연)
- 강헌일 (2015년 1월 18일 가짜 최면술사로 특별출연, 현재 재연배우로 활동 중)
- 장동민 (2015년 2월 15일 : 뉴스 아나운서로 특별출연)
- 강민경 (2015년 3월 15일, 3월 22일 : 봄맞이 등산 여행 게스트)
- 추성훈, 김동현 (2015년 9월 13일, 9월 20일, 9월 27일 : 남자 여행 편 게스트)
- 박준형, 오타니 료헤이, 존박, 헨리 (2015년 9월 27일, 10월 4일, 10월 18일 : 한국인 보인다 편 게스트)
- 윤보미, 차지현(차태현 친형, 영화제작자) (2015년 11월 8일 : 멤버들의 자체 방송분량 제작에 깜짝 섭외)
- 추신수 (2015년 12월 13일, 20일, 27일)
- 차수찬, 차태은, 차수진 (2016년 1월 3일, 10일, 17일 : 강원도 홍천 편, 차태현의 자녀)
- 박나래, 이국주, 장도연 (2016년 2월 14일, 2월 21일, 2월 28일 : 여자친구 특집 편 게스트)
- 한효주, 이수혁[6] (2016년 4월 10일, 4월 17일 : 제주 수학여행 편)
- 박영진 (2016년 7월 10일 : 여름 방학식 편)
- 트와이스 (2016년 8월 7일 : 더우면 복이 와요 편)
- 한준희, 이영표, 하태권 여홍철, 조우종 (2016년 8월 14일 : 더우면 복이 와요 편, 특별출연)
- 박보검, 김준현 (2016년 8월 14일, 8월 21일, 8월 28일, 9월 4일 : 제 1회 1박2일 자유여행 대첩 편)
- 유지태, 정명훈 (2016년 10월 23일, 10월 30일, 11월 6일 :김준호 동거인 편)
- 김유정 (2016년 11월 6일, 13일, 20일 : 낭랑 18세와 떠나는 좌충우돌 수학여행 편)
- 김주혁(시즌3 전 멤버), 코요태 (신지, 빽가), 정준영, 나영석 PD(시즌1 전 담당PD), 은지원(시즌1 원년멤버), 김승우(시즌2 원년멤버), 박보검 (2016년 11월 27일, 12월 4일, 12윌 11일 : 김종민 특집 편 특별출연 및 영상편지출연)
- 박서준, 박형식, 민호 (샤이니) (2016년 12월 18일, 12월 25일 : 제 1회 꽃미남 동계캠프 편)
- 이향 (2017년 1월 8일 : 2017 새해 나잇값 하기 편)
- 김주혁(시즌3 전 멤버), 최불암, 김흥국, 이계인 (2017년 1월 29일, 2월 5일, 2월 12일 : 세배 많이 또 많이 편)
- UV, 박나래, 로이킴, 악동뮤지션, 곽진언 (2017년 3월 5일, 3월 12일, 3월 19일 : 1박2일 10주년 주제곡 만들기 편)
- 유민상, 문세윤 (2017년 7월 23일, 7월 30일 : 한국인의 보양 밥상 편)
- 김신영, 구하라, 나르샤 (브라운아이드걸스), 정채연, 유라, 경리 (2017년 10월 1일, 10월 8일, 10월 15일 : 2017 청춘불패 편)
- 김영철[7], 황치열 (2018년 4월 29일, 5월 6일 : 행사의 달인 편)
- 샘 킴, 정기진, 한정수, 봉태규, 유호진 PD, 김세영, 박상준, 김점순 할머니, 김종도, 김성훈(영화 감독) (2018년 10월 21일, 10월 28일 : 2019 최고의 가을밥상 / 김주혁 1주기 특집 (김주혁을 기억하며) 편)
- 박은하(2019년 1월 13일 :동계야생캠프편 게스트)
- 홍석천, 이욱정PD, 이혜정 (2019년 1월 27일 : 강원도국수로드 편)

#### 모닝엔젤
- 수지 (2013년 12월 8일)
- 김현아 (2013년 12월 29일)
- 비 (2014년 1월 19일)
- 박신혜 (2014년 3월 2일)
- 은지원 (2014년 6월 1일, 시즌1 전 멤버)
- 신세경 (2014년 8월 31일)
- 차재완(차태현 아버지), 유한근 (데프콘 아버지) (2014년 12월 14일)
- 설현 (2015년 11월 22일)

#### 선생님 올스타 특집
- 정일채(세종고) - 수학과, 김주혁 파트너
- 정성우(오성고) - 체육과, 김준호 파트너
- 고영석(성덕고) - 국어과, 차태현 파트너
- 최보근(안양외고) - 지리과, 데프콘 파트너
- 김명호(송호고) - 국사과, 김종민 파트너
- 안지훈(진관중) - 일본어과, 정준영 파트너

#### 쩔친노트 편
- 김종도 - 김주혁의 소속사 나무엑터스 대표
- 류정남 - 김준호의 후배
- 조인성, 김기방 - 차태현의 후배
- 미노 - 데프콘의 후배
- 천명훈, 김제동 - 김종민의 동료
- 로이킴 - 정준영의 동료

#### 전원일기 특집 편
- 김점순 - 김주혁 짐꾼
- 배말례 - 김준호 짐꾼
- 정갑순 - 차태현 짐꾼
- 이용임 - 데프콘 짐꾼
- 오정애 - 김종민 짐꾼
- 신봉임 - 정준영 짐꾼

#### 수학여행 특집 편
- 영동고등학교 - 김주혁 인솔 - 권순우, 김세용, 박상준, 신채하, 오정택
- 충남고등학교 - 김준호 인솔 - 박철순, 박형철, 김성수, 허인준, 박호준
- 서초고등학교 - 차태현 인솔 - 박소정, 전희재, 정옥영, 이승혜, 김예린
- 전주공업고등학교 - 데프콘 인솔 - 홍건, 이승우, 장산, 현철민, 유시웅
- 서울문화고등학교 - 김종민 인솔 - 이동진, 모현진, 박수빈, 유영란, 박희경
- 양산고등학교 - 정준영[8] 인솔 - 최지훈, 이섬규, 강민철, 이용준, 유원식

#### 특종 1박2일 편
- 김나나 - 김주혁 파트너
- 김빛이라 - 김준호 파트너
- 이재희 - 차태현 파트너
- 강민수 - 데프콘 파트너
- 김도환 - 김종민 파트너
- 정새배 - 정준영 파트너

#### 주안상 특집
- 레이먼 킴 - 김주혁 파트너
- 강레오 - 김준호 파트너
- 조세호 - 차태현 파트너
- 이연복 - 데프콘 파트너
- 김민준 - 김종민 파트너
- 샘 해밍턴 - 정준영 파트너

#### 여자사람친구 특집
- 문근영 - 김주혁 파트너
- 김숙 - 김준호 파트너
- 박보영 - 차태현 파트너
- 방민아 - 데프콘 파트너
- 신지 (코요태) - 김종민 파트너
- 이정현 - 정준영 파트너

#### 발리에서 생긴 일
- 김종도(나무 액터스 대표, 김주혁의 오랜 절친이자 매니저) - 김주혁이 전화
- 김미진(김준호 동생) - 김준호가 전화
- 조인성 - 차태현이 전화
- 송지은 - 데프콘이 전화
- 로이킴 - 김종민이 전화
- 황광희 - 정준영이 전화

#### 민심 잡기 여행
- 김민형 - 김준호의 팬
- 박미진 - 차태현의 팬
- 김진웅 - 데프콘의 팬
- 박주섭 - 김종민의 팬
- 조환희 - 윤시윤의 팬
- 김수현 - 정준영의 팬

#### 인턴
- 이용진

### 시즌 4

#### 게스트
- 김연자
- 돈 스파이크
- 백지영, 김민경, 이미주 (친구야 같이가자)
- 김영옥
- 혜리
- 솔라 (마마무)
- 한가인
- 이효리, 이상순 (제주도편 출연)
- 신지 (코요태)외 5명
- 하지원, 강하늘
- 김대희
- 빽가 (코요태)외 5명[9]
- 차준환, 박태환
- 엄지인 (아나운서)
- 이지연 (아나운서)
- 유재필
- 안재현 외 5명
- 츄
- 나태주
- 신윤승, 조수연, 박은영
- 이찬원
- NewJeans[10]
- 이영표, 이원희, 한유미, 정지현, 기보배, 정유인, 김준호
- 개그콘서트 알지맞지 팀 (정태호, 남현승, 김시우, 채효령)
- 김승우 (1박 2일 시즌2 멤버) (지나가다가 출연)
- 남창희, 빽가 (코요태), ENHYPEN
- 빽가 (코요태)
- 최성민, 임우일
- 강한나, 덱스, 한해, 임우일, 슈화 ((여자)아이들), 남창희(이상 멤버 친구), 홍주연, 엄지인, 정은혜, 김진웅(이상 KBS 아나운서), 하하[11], 윤정수(이상 라디오 DJ)
- 박보검, 이상이
- DAY6